# هنري دوديني
هنري دوديني (بالإنجليزية: Henry Dudeney)‏ (10 أبريل 1857 – 23 أبريل 1930) كاتب و عالم رياضيات إنجليزي، تخصص في ألغاز الرياضيات وألعاب الرياضيات.
ويعرف بأنه أبرز مبتكري ألعاب الرياضيات في إنجلترا.
من كتبه: «ألغاز كانتربري» The Canterbury Puzzles في 1907.

## روابط خارجية
- هنري دوديني على موقع الموسوعة البريطانية (الإنجليزية)